# گملا ستان
گَملا سْتان (به سوئدی: Gamla stan)، در زبان سوئدی به معنی شهر قدیم، به بافت تاریخی شهر استکهلم گفته می‌شود که بر روی چهار جزیره بنا شده‌است. این محدوده تا سال ۱۹۸۰ به‌طور رسمی شهرِ میان پل‌ها (به سوئدی: Staden mellan broarna) نامیده می‌شد.
از جمله ساختمان‌های تاریخی گملا ستان، می‌توان از کاخ سلطنتی استکهلم، کلیسای ریدارهولمن، کلیسای جامع استکهلم و موزه نوبل نام برد. همچنین میدان ستور توریِت (به سوئدی: Stortorget) که در زبان سوئدی به معنی میدان بزرگ است و محل وقوع حمام خون استکهلم بوده در گملا ستان واقع شده‌است.

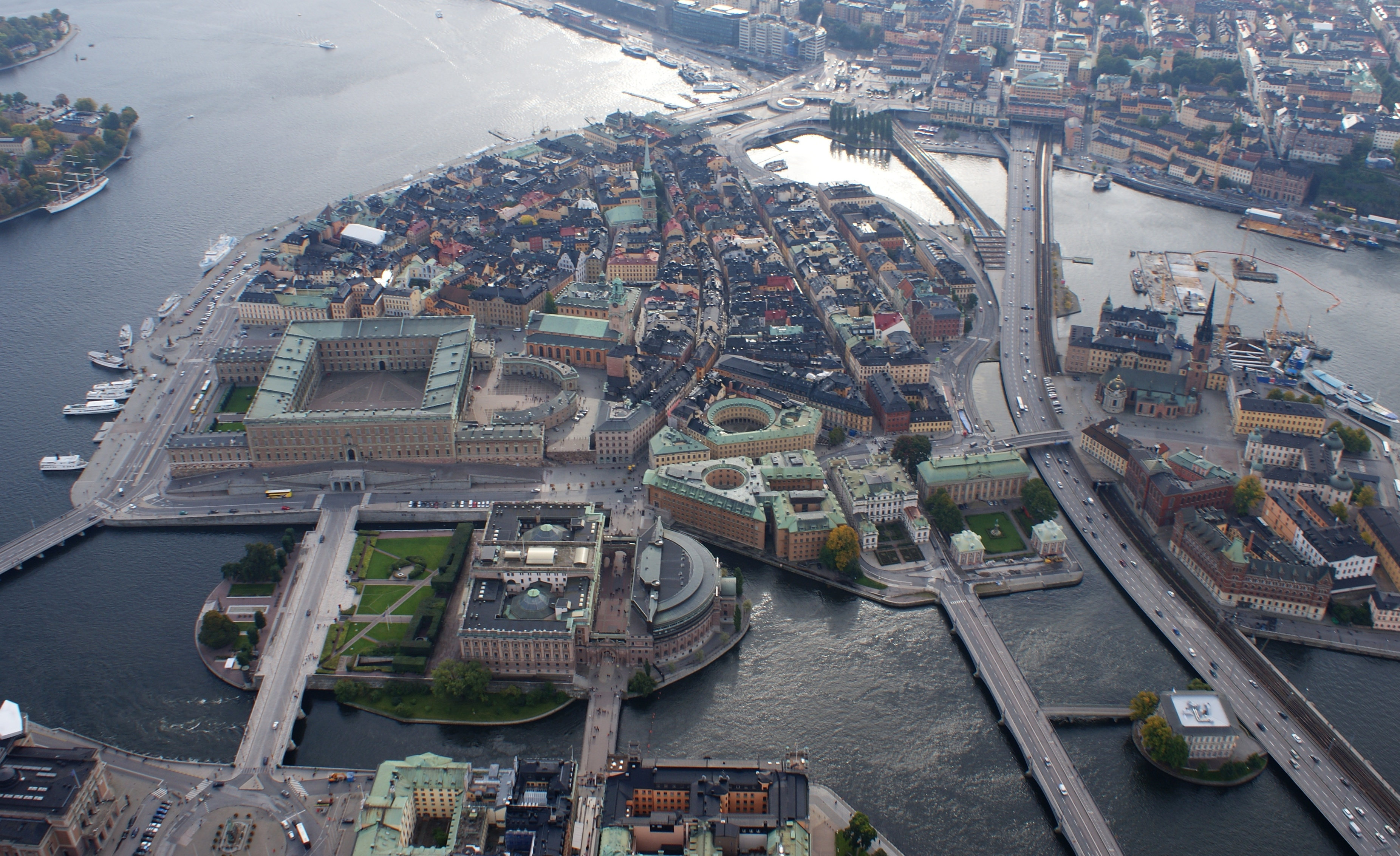
نمای هوایی چهار جزیره تشکیل دهنده گملا ستان از سمت شمال (سال ۲۰۱۲) در سمت چپ تصویر کاخ سلطنتی استکهلم و ساختمان پارلمان سوئد دیده می‌شوند.